# Tündértutaj
A tündértutaj (Hydrocleys) a hídőrvirágúak rendjében a névadó hídőrfélék (Alismataceae) családjának egyik nemzetsége mintegy kilenc fajjal, amelyek közül Európában legismertebb a vízipipacs (Hydrocleys nymphoides).

## Származása, elterjedése
Valamennyi faja Dél-Amerikában honos. A vízipipacsot más kontinensekre is betelepítették.

## Megjelenése, felépítése
A nemzetség általános jellemzője a heterofília, azaz a levelek többalakúsága: a növény előbb keskeny víz alatti leveleket fejleszt, ezeket követik a szív-, illetve ellipszis alakú úszólevelek.

## Életmódja, élőhelye
Mocsarak, lápok, folyók és egyéb vízi élőhelyek lakója.